# Safe area

L'area verde è quella visibile da tutti, in cui vengono posizionate le scritte in sovrimpressione.
L'area gialla è visibile sulla maggior parte dei televisori, soprattutto i più recenti.
L'area rossa viene tagliata dai televisori, a meno che non sia attiva l'opzione per mostrarla.

Safe area (cui in italiano ci si riferisce come «area di sicurezza» o «area entro i margini di sicurezza») è un termine del linguaggio televisivo che indica la parte sicuramente visibile dell'immagine all'interno degli schermi dei telespettatori.
La scelta di identificare un'area sicura dello schermo deriva dal fatto che i televisori più datati non sono in grado di mostrare tutta l'immagine trasmessa e quindi tagliano, in modo variabile, i bordi. Questo fenomeno è detto overscan.
Gli schermi più recenti, come quelli a cristalli liquidi o al plasma, sono generalmente in grado di mostrare anche le aree più esterne dell'immagine, in alcuni casi anche interamente senza tagli.
Posizionando tutti gli elementi principali dell'inquadratura all'interno della safe area, si assicura una corretta visione del programma da parte di tutti i telespettatori. Le dimensioni della safe area sono spesso fornite in percentuale dell'immagine e il loro standard più recente è fissato, per quanto riguarda l'Europa, dal documento EBU R95, il quale prevede margini più ampi rispetto al passato. Emittenti diverse possono aderire agli standard fissati così come specificare una propria safe area in base alle esigenze di trasmissione; eventuali indicazioni specifiche vengono fornite dalle singole emittenti nei capitolati tecnici forniti ai produttori di contenuti.
I software professionali di editing video hanno, generalmente, una funzione in grado di mostrare delle guide che rappresentano i margini si sicurezza.

## Aree di posizionamento degli elementi

Illustrazione di aree Action Safe e Title Safe per proporzioni 4:3 e 16:9 secondo la BBC.

### Title safe
I titoli e gli elementi grafici in sovrimpressione devono essere posti all'interno dell'area più centrale dell'immagine.
Se chi produce i contenuti non si preoccupa di garantire che tutti i titoli siano all'interno dell'area title safe, alcuni titoli del contenuto potrebbero essere troppo vicini ai bordi o risultare tagliati su alcuni schermi.
I programmi di editing video in grado di produrre video per la televisione o per il Web possono tenere conto dell'area title safe. Nel software Apple iMovie si consiglia all'utente di deselezionare la casella di controllo Margini QT per i contenuti destinati alla televisione e di selezionarla per i contenuti destinati solo a QuickTime su un computer. Final Cut Pro può mostrare due rettangoli sovrapposti sia nel Visualizzatore che nel Canvas; il rettangolo interno è l'area title safe e il rettangolo esterno è l'area action safe.

### Action safe
Nell'area più perimetrale, definita area action safe, vengono posizionati gli elementi secondari che non hanno importanza all'interno della trasmissione. L'area più esterna non viene normalmente utilizzata in quanto solo i televisori più moderni e solo con determinate impostazioni sono in grado di mostrarla.

### Overscan

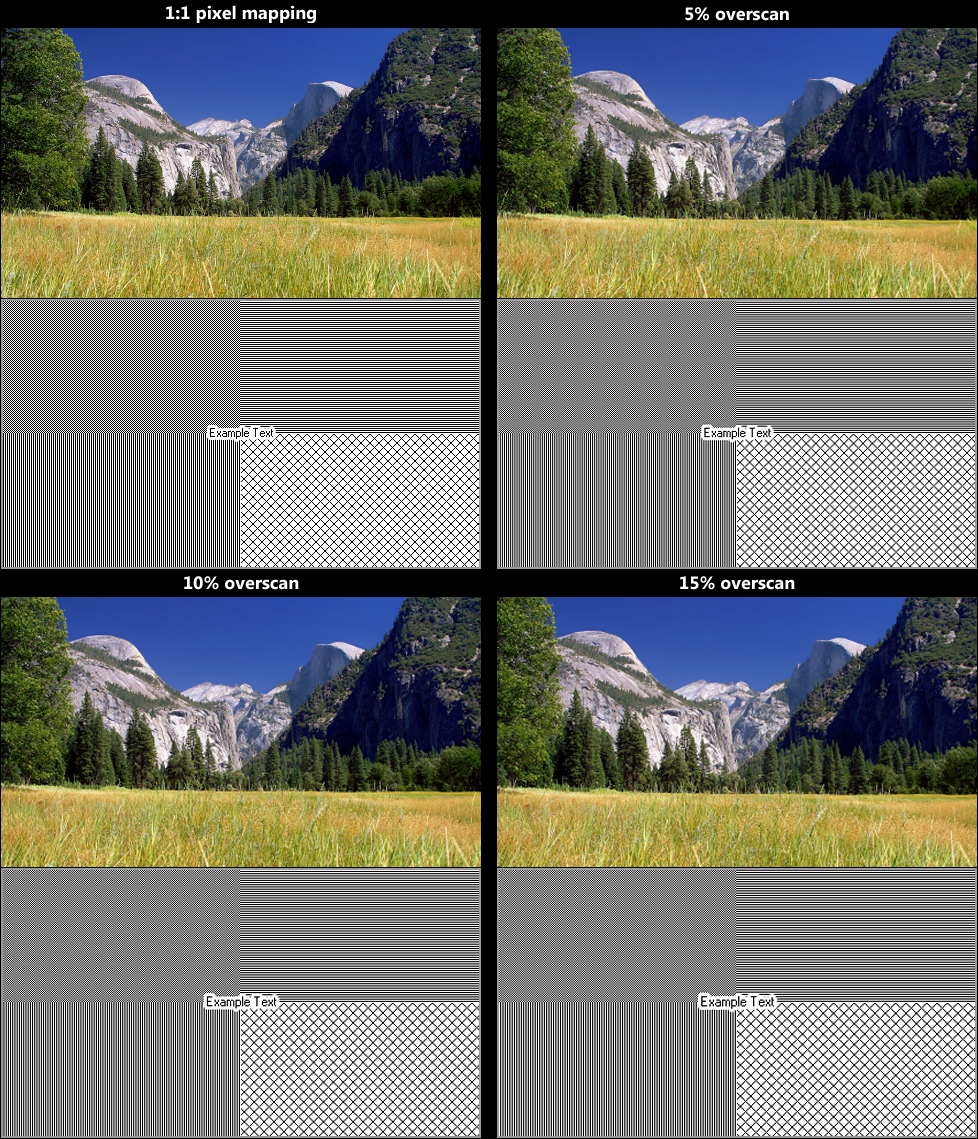
Gli effetti dell'overscan sui display a pixel fissi.

Overscan è un comportamento in alcuni televisori, in cui parte dell'immagine in ingresso viene mostrata al di fuori dei limiti visibili dello schermo. Esiste perché i televisori a tubo catodico (CRT) dagli anni '30 fino all'inizio degli anni 2000 erano molto variabili nel modo in cui l'immagine video era posizionata all'interno dei bordi dello schermo. È quindi diventata pratica comune disporre di segnali video con bordi neri attorno all'immagine che il televisore doveva scartare.